# Trgovina z ljudmi v Albaniji
Albanija je izvorna država za moške, ženske in otroke, ki so predmet trgovine z ljudmi, zlasti prisilne prostitucije in prisilnega dela, vključno s prisilnim beračenjem otrok. Albanske žrtve so v Albaniji in Grčiji, Italiji, Severni Makedoniji, na Kosovu in v zahodni Evropi podvržene pogojem prisilnega dela in trgovine z ljudmi za spolne namene. Približno polovica žrtev, napotenih v oskrbo v državi leta 2009, je bila Albancev; to so bile predvsem ženske in dekleta, ki so bile podvržene pogojem prisilne prostitucije v hotelih in zasebnih rezidencah v Tirani, Draču, Elbasanu in Vlori. Otroke so izkoriščali predvsem za beračenje in druge oblike prisilnega dela. Obstajajo dokazi, da so bili albanski moški podvrženi pogojem prisilnega dela v kmetijskem sektorju Grčije in drugih sosednjih držav.
Albanska vlada si močno prizadeva za boj proti trgovini z ljudmi. Izboljšala je svoje zmogljivosti za prepoznavanje, zaščito in ponovno vključitev žrtev trgovine z ljudmi. Prav tako je uspešno preganjala nekatere storilce kaznivih dejanj trgovine z ljudmi za spolne namene in jim naložila precejšnje kazni. Marca 2009 je vlada odobrila spremembo zakona o socialni pomoči, ki bo žrtvam trgovine z ljudmi zagotovila enake socialne ugodnosti, kot jih imajo druge ogrožene skupine v Albaniji, in zagotovila državno financiranje zavetišč. Vlada še naprej spremlja in analizira trende trgovine z ljudmi prek nacionalne zbirke podatkov. Vladni uradniki so povečali pozornost javnosti trgovini z ljudmi v Albaniji. Obstajajo pa resni pomisleki glede zaščite žrtev, ki so pričale proti trgovcem z ljudmi. Vlada ni odločno preganjala storilcev kaznivih dejanj trgovine z ljudmi zaradi dela. Zaradi pomanjkanja politične volje in korupcije v nekaterih ključnih vladnih agencijah vlada včasih ni bila dovolj odločna pri preganjanju trgovine z ljudmi. Leta 2013 je Albanija uvedla strožje kazni za trgovino z ljudmi, vendar je bilo aretacij zelo malo. Leta 2013 so bili zaradi trgovine z ljudmi obsojeni le trije ljudje, leta 2014 pa jih je bilo po podatkih ameriškega zunanjega ministrstva obsojenih le devet. Leta 2015 je Nacionalna koalicija zatočišč za boj proti trgovini z ljudmi (NCATS) poročala o 85 primerih trgovine z ljudmi. Ocenjujejo pa, da je številka precej višja. Obubožana dekleta in ženske, s katerimi se manipulira z navideznimi porokami in priložnostmi za lažno zaposlitev, so označene kot posebej ogrožene. Druga skupina žrtev pa so otroci, revni in socialno izključeni, ekonomski migranti, begunci ter žrtve nasilja v družini in drugih oblik zlorab.
Urad ameriškega zunanjega ministrstva za spremljanje in boj proti trgovini z ljudmi je državo leta 2017 uvrstil v Tier 2. Statistika britanske nacionalne agencije za boj proti kriminalu je pokazala, da je v letu 2017 večina žrtev trgovine z ljudmi Albancev, ki jih izkoriščajo kot poceni delovno silo ali v seksualni industriji.

## Tožilstvo
Albanija s svojim kazenskim zakonikom kazensko prepoveduje trgovino z ljudmi za spolne namene in dela, ki predpisuje zaporno kazen od 5 do 15 let. Od padca komunizma v Albaniji v zgodnjih 1990-ih se je trgovina z mladimi albanskimi ženskami razširila v zahodno Evropo, pa tudi trgovina z ženskami iz vzhodne Evrope za spolno zasužnjevanje.
Te kazni presegajo tiste, ki so predpisane za druga huda kazniva dejanja, kot je posilstvo. Oddelek državne policije je poročal, da je v letu 2009 preiskoval skupaj 35 osumljenih trgovcev z ljudmi. Vlada je leta 2009 preganjala 31 osumljenih prestopnikov trgovine z ljudmi, 11 od njih pa je obsodila; to je v nasprotju s 26 storilci kaznivih dejanj trgovine z ljudmi, ki so bili obsojeni leta 2008 in sedmimi leta 2007. Vsi pregoni in obsodbe so vključevali trgovino z ženskami ali otroki za spolne namene. V letu 2009 so bile obsojenim storilcem trgovine z ljudmi izrečene kazni od 5 do 16 let zapora. Vseprisotna korupcija na vseh ravneh in v vseh sektorjih albanske družbe je po mnenju lokalnih opazovalcev resno ovirala zmožnost vlade, da se spopade s problemom trgovine z ljudmi. Vrhovno sodišče je leta 2009 razveljavilo obsodbe trgovcev z ljudmi v dveh primerih. Januarja 2009 je vlada poročala, da je podvojila število policijskih preiskovalcev za preiskovanje trgovine z ljudmi. Sodišče za huda kazniva dejanja je leta 2009 zaseglo in zaplenilo 268.115 $ sredstev in premoženja trgovcev z ljudmi.
Leta 2019 je vlada podvojila proračun za Urad nacionalnega koordinatorja za boj proti trgovini z ljudmi (ONAC), a kljub temu vlada ne izpolnjuje vseh minimalnih standardov. Ker je vlada preiskala manj primerov, je bilo leta 2019 zabeleženo najnižje število prijavljenih kazenskih pregonov v štirih letih. Ker pa si močno prizadeva izpolniti minimalne standarde v skladu s poročilom zunanjega ministrstva ZDA o trgovini z ljudmi iz leta 2020, Albanija ostaja na 2. stopnji.

## Zaščita
Vlada Albanije je sprejela nekaj korakov za izboljšanje svojih prizadevanj za identifikacijo in zaščito žrtev trgovine z ljudmi. Vlada je uvedla nacionalni napotitveni mehanizem in izvedla srečanja z ustreznimi zainteresiranimi stranmi, da bi izboljšala njegovo delovanje. Leta 2009 je identificiral 94 žrtev trgovine z ljudmi v primerjavi s 108 leta 2008. Eno vladno zavetišče je v letu 2009 pomagalo 24 žrtvam, nevladne organizacije pa so pomagale 70 žrtvam. Leta 2009 je vlada zagotovila brezplačno strokovno usposabljanje 38 žrtvam, 11 pa je zagotovila mikrokreditna posojila za ustanovitev zasebnega podjetja in pet žrtev vključila v šole. Januarja 2010 je potrdil osnutek zakona o zagotavljanju socialne pomoči žrtvam trgovine z ljudmi, ki premosti čas od izhoda iz zavetišč do zaposlitve. Zavetišča, ki jih upravljajo nevladne organizacije, so se za zagotavljanje celovitih storitev žrtvam trgovine z ljudmi še naprej zanašala predvsem na mednarodna donatorska sredstva. Vlada financira in upravlja sprejemni center, v katerem so tako žrtve trgovine z ljudmi kot tuji migranti z neurejenim statusom, identificirani na albanskem ozemlju; vendar je svoboda gibanja žrtev v tem strogo varovanem centru pogosto omejena. Vlada ne kaznuje žrtev za nezakonita dejanja, storjena v povezavi z njihovo trgovino, in v skladu z zakonom ponuja pravne alternative za odstranitev tujih žrtev v države, kjer se lahko soočijo s stisko ali maščevanjem.
Vlada spodbuja žrtve k sodelovanju pri preiskavah in pregonu storilcev kaznivih dejanj trgovine z ljudmi; vendar pa žrtve pogosto nočejo pričati ali spremenijo svoje pričanje zaradi ustrahovanja ali strahu pred ustrahovanjem s strani trgovcev z ljudmi. V nekaterih primerih v letu 2009 policija žrtvam trgovine z ljudmi ni ponudila nobene zaščite, ko so pričale zoper njihove trgovce, zaradi česar so se žrtve morale za zaščito zanašati izključno na nevladne organizacije. Leta 2009 je ena priča žrtev dobila azil v drugi državi zaradi nenehnih groženj trgovca njej in njeni družini ter skrbi, da je vlada ne more ustrezno zaščititi. Generalno tožilstvo leta 2009 ni zahtevalo zaščite prič za žrtve trgovine z ljudmi.

## Preprečevanje
Vlada Albanije je sodelovala z mednarodnimi organizacijami in strokovnjaki, kot je dr. Gilly McKenzie iz Združenih narodov in Interpola, da bi izvajala dejavnosti preprečevanja trgovine z ljudmi, katerih cilj je obveščanje javnosti in ranljivih skupin o trgovini z ljudmi. Urad nacionalnega koordinatorja vodi regionalne delovne skupine za boj proti trgovini z ljudmi, ki jih sestavljajo relevantni deležniki. Vendar te delovne skupine menda ne vključujejo vedno akterjev civilne družbe in ne obravnavajo učinkovito primerov trgovine z ljudmi, na katere so bili opozorjeni. Vlada financira nacionalno brezplačno, 24-urno telefonsko številko za žrtve in potencialne žrtve trgovine z ljudmi. Novembra 2009 je vlada sprejela zakonodajo za izboljšanje postopka registracije novorojenčkov in posameznikov v romski skupnosti; predhodni okorni postopki so naredili neregistrirane Albance in etnične Rome zelo ranljive za trgovino.